# Damvillers
Damvillers ist eine französische Gemeinde mit 615 Einwohnern (Stand 1. Januar 2022) im Département Meuse in der Region Grand Est (bis 2015 Lothringen). Sie gehört zum Arrondissement Verdun und zum Kanton Montmédy.

## Geografie
Die Gemeinde Damvillers liegt an der Thinte, einem Nebenfluss des Loison, etwa 25 Kilometer nördlich von Verdun.

## Geschichte
Damvillers war Teil des zu den Spanischen Niederlanden zählenden Herzogtums Luxemburg. 1552 griff Frankreich in den Fürstenaufstand ein, französische Truppen belagerten Damvillers. Ab 1559 war Cristóbal de Mondragón für mehr als ein Jahrzehnt der Gouverneur der Festung Damvillers. Die früheren Beziehungen zu Luxemburg zeigen sich im heutigen Wappen der Gemeinde.
1659 wurde die Stadt und die Festung infolge des Pyrenäenfriedens an das Königreich Frankreich abgetreten.

### Medizinhistorische Notiz
Als Damvillers im Jahr 1552 belagert wurde, nahm Ambroise Paré (1510–1590) erstmals eine Arterienligatur bei einer Amputation vor. Seine neue Methode sollte alsbald die bisher gebräuchliche Kauterisierung ersetzen.

### Bevölkerungsentwicklung
| Jahr      | 1962 | 1968 | 1975 | 1982 | 1990 | 1999 | 2007 | 2016 | 2019 |
| --------- | ---- | ---- | ---- | ---- | ---- | ---- | ---- | ---- | ---- |
| Einwohner | 582  | 588  | 631  | 674  | 627  | 620  | 636  | 652  | 626  |

## Sehenswürdigkeiten
- Statue Jules Bastien-Lepages von Auguste Rodin
- Kirche Saint-Maurice mit doppelter Vorhalle

## Persönlichkeiten
- Louis Henri Loison (1771–1816), französischer General
- Étienne Maurice Gérard (1773–1852), napoleonischer General, 1830 Marschall von Frankreich
- Jules Bastien-Lepage (1848–1884), Maler
- Jules Liégeois (1833–1908), Jurist